# Alain Daniélou
Alain Daniélou (Neuilly-sur-Seine, París, 4 de octubre de 1907-Lonay, Suiza, 27 de enero de 1994)
fue un historiador, intelectual, musicólogo e indólogo francés y un notorio experto (y converso) al shivaísmo.

## Biografía
Su madre, Madeleine Clamorgan, pertenecía a una antigua familia de la nobleza normanda; era una ferviente católica; fundó una orden religiosa para maestras en ropa civil, bajo el patronazgo de san François-Xavier.
Su padre, Charles Daniélou, era un político bretón anticlerical que tuvo numerosos puestos ministeriales nacionales.
Uno de sus hermanos fue un prelado católico y miembro de la Academia Francesa, el cardenal Jean Daniélou.
El joven Daniélou estudió canto con el famoso maestro Charles Panzéra, y danza clásica con Nicholas Legat (el maestro de Vátslav Nizhinski), y composición con Max d'Olonne.
Él y su pareja, el fotógrafo suizo Raymond Burnier, partieron a la India en un viaje de aventuras, fascinados con el arte y la cultura de esa nación.
Daniélou fue uno de los primeros occidentales que visitó el ahora famoso templo erótico en la aldea de Khajuraho.
Sus asombrosas fotografías del antiguo templo lo hicieron famoso internacionalmente.
La primera exhibición de fotos en el Museo Metropolitano de Nueva York fueron las de Khajuraho tomadas por Daniélou.
Su contribución más importante a la indología fueron sus escritos acerca de la antigua sabiduría de los textos védicos, las doctrinas religiosas hinduistas y el shivaísmo. También tradujo el Tirukkural al francés.
En 1949, Daniélou fue nombrado profesor de la Universidad Hindú de Benarés y director del Colegio de Música India.
Fue autor de más de treinta libros de música y cultura hindú.
Recibió varios premios por sus trabajos sobre musicología.
Fue fotógrafo y pintor.
Estudió música clásica india en Varanasi con Shivendranath Basu y aprendió a tocar expertamente la vina.
Tradujo alguno de los trabajos de Swami Karpatri, por quien fue iniciado al shivaísmo con el nombre de Shivá Sharan (protegido por el dios Shivá).
Era oficial de la Legión de Honor,
oficial de la Orden Nacional del Mérito y
comandante de las letras y las artes.
Fue director de las series de la Colección de la UNESCO, una serie de grabaciones de música tradicional de todo el mundo.
En 1981 recibió el premio UNESCO/CIM en música.
En 1987 recibió la medalla Kathmandu Medal de la UNESCO.

## Obra
- While the gods play, shaiva oracles & predictions on the cycles of history & destiny of mankind.
- Gods of love & ecstasy, the tradition of Shivá and Dionysus, omnipresent gods of transcendence.
- The hindu temple; deification of eroticism.
- Music and the power of sound.
- A brief history of India (Inner Traditions, 2003).
- The first unabridged translation of the Kama Sutra.
- Virtue, success, pleasure and liberation (the four aims of life).
- Ragas of north indian classical music.
- The way to the labyrinth: an autobiography published by New Directions. Currently available.
- The myths and gods of India, hindu polytheism.
- Yoga, the method of re-integration.
- Yoga, mastering the secrets of matter and the universe.
- Fools of God
- Song-poems: Rabindranath Tagore, texts in english, french and bengali & melodies.
- The Congress of the World with miniatures of tantric cosmology.
- Sacred music, its origins, powers and future, traditional music in today's world.
- The situation of music and musicians in the countries of the Orient.
- Introduction to the study of musical scales.
- Northern indian music: vol. I, theory, history and technique.
- Northern indian music: vol. II, the main ragas.
- The phallus, sacred symbol of male creative power.

## Discografía
- Unesco Collection: A Musical Anthology of the Orient
- Anthology of Indian Classical Music: A Tribute to Alain Daniélou
- Musiciens et danseurs de la caste des Ahirs (1951)
- Religious music of India (1952)
- Musical sources (Philips, Holland)
- Anthology of north indian classical music (Bärenreiter-Musicaphon, Kassel)